# Luigi Gonzaga (1599-1660)

Stemma dei Gonzaga

Luigi (Aloisio) Gonzaga (San Martino dall'Argine, 1599 – 1660) è stato un condottiero italiano.

## Biografia

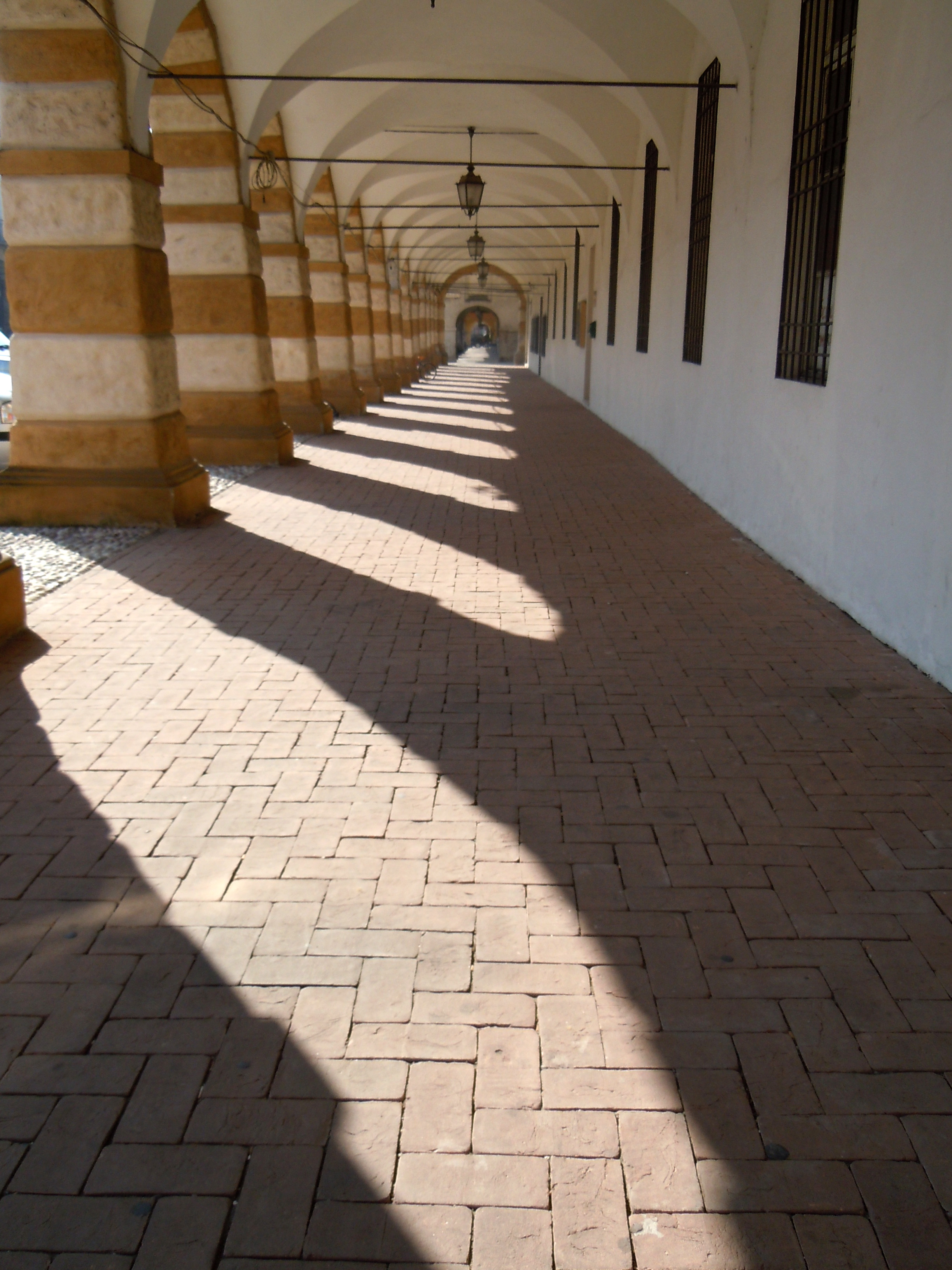
San Martino dall'Argine, portici gonzagheschi

Era figlio quartogenito di Ferrante Gonzaga marchese di Gazzuolo e di Isabella Gonzaga di Novellara.

Combatté per l'imperatore Ferdinando II nella Battaglia di Lützen nel 1632 a fianco del fratello Annibale contro il re Gustavo II Adolfo di Svezia dimostrando il suo valore militare. L'imperatore lo fece governatore di Raab.

## Discendenza
Luigi sposò Isabella d'Aremberg (1615-1677), figlia di Alessandro d'Aremberg (1590-1629), principe di Aremberg e Chimay ed ebbero due figli:
- Carlo Ferdinando (?-1665);
- Isabella

## Ascendenza
|                                                               |                                                                   |                                                                | Genitori                                     |  |  | Nonni |  |  | Bisnonni                                                    |  |  | Trisnonni                                           |  |
|                                                               |                                                                   |                                                                |                                              |  |  |       |  |  | Pirro Gonzaga, signore di Bozzolo e San Martino dall'Argine |  |  | Gianfrancesco Gonzaga, conte di Sabbioneta e Rodigo |  |
|                                                               |                                                                   |                                                                |                                              |  |  |       |  |  | Pirro Gonzaga, signore di Bozzolo e San Martino dall'Argine |  |  | Gianfrancesco Gonzaga, conte di Sabbioneta e Rodigo |  |
|                                                               |                                                                   | Antonia del Balzo                                              |                                              |  |  |       |  |  | Pirro Gonzaga, signore di Bozzolo e San Martino dall'Argine |  |  |                                                     |  |
| Carlo Gonzaga, signore di San Martino dall'Argine             |                                                                   |                                                                |                                              |  |  |       |  |  | Pirro Gonzaga, signore di Bozzolo e San Martino dall'Argine |  |  |                                                     |  |
|                                                               |                                                                   | Camilla Bentivoglio                                            | Annibale II Bentivoglio, signore di Bologna  |  |  |       |  |  |                                                             |  |  |                                                     |  |
|                                                               |                                                                   | Camilla Bentivoglio                                            | Annibale II Bentivoglio, signore di Bologna  |  |  |       |  |  |                                                             |  |  |                                                     |  |
|                                                               |                                                                   | Camilla Bentivoglio                                            | Lucrezia d'Este                              |  |  |       |  |  |                                                             |  |  |                                                     |  |
| Ferrante Gonzaga, marchese di Gazzuolo                        |                                                                   | Camilla Bentivoglio                                            |                                              |  |  |       |  |  |                                                             |  |  |                                                     |  |
|                                                               |                                                                   | Federico II Gonzaga, duca di Mantova e marchese del Monferrato | Francesco II Gonzaga, marchese di Mantova    |  |  |       |  |  |                                                             |  |  |                                                     |  |
|                                                               |                                                                   | Federico II Gonzaga, duca di Mantova e marchese del Monferrato | Francesco II Gonzaga, marchese di Mantova    |  |  |       |  |  |                                                             |  |  |                                                     |  |
|                                                               |                                                                   | Federico II Gonzaga, duca di Mantova e marchese del Monferrato | Isabella d'Este                              |  |  |       |  |  |                                                             |  |  |                                                     |  |
| Emilia Cauzzi Gonzaga                                         |                                                                   | Federico II Gonzaga, duca di Mantova e marchese del Monferrato |                                              |  |  |       |  |  |                                                             |  |  |                                                     |  |
|                                                               |                                                                   | Isabella Boschetti                                             | Giacomo Boschetti, conte di San Cesario      |  |  |       |  |  |                                                             |  |  |                                                     |  |
|                                                               |                                                                   | Isabella Boschetti                                             | Giacomo Boschetti, conte di San Cesario      |  |  |       |  |  |                                                             |  |  |                                                     |  |
|                                                               |                                                                   | Isabella Boschetti                                             | Polissena Castiglioni                        |  |  |       |  |  |                                                             |  |  |                                                     |  |
| Luigi Gonzaga, governatore di Raab                            |                                                                   | Isabella Boschetti                                             |                                              |  |  |       |  |  |                                                             |  |  |                                                     |  |
|                                                               | Alessandro I Gonzaga, II conte di Novellara, Bagnolo e Cortenuova | Giampietro Gonzaga, I conte di Novellara, Bagnolo e Cortenuova |                                              |  |  |       |  |  |                                                             |  |  |                                                     |  |
|                                                               | Alessandro I Gonzaga, II conte di Novellara, Bagnolo e Cortenuova | Giampietro Gonzaga, I conte di Novellara, Bagnolo e Cortenuova |                                              |  |  |       |  |  |                                                             |  |  |                                                     |  |
|                                                               | Alessandro I Gonzaga, II conte di Novellara, Bagnolo e Cortenuova | Caterina Torelli                                               |                                              |  |  |       |  |  |                                                             |  |  |                                                     |  |
| Alfonso I Gonzaga, V conte di Novellara, Bagnolo e Cortenuova | Alessandro I Gonzaga, II conte di Novellara, Bagnolo e Cortenuova |                                                                |                                              |  |  |       |  |  |                                                             |  |  |                                                     |  |
|                                                               |                                                                   | Costanza da Correggio                                          | Giberto VII da Correggio, conte di Correggio |  |  |       |  |  |                                                             |  |  |                                                     |  |
|                                                               |                                                                   | Costanza da Correggio                                          | Giberto VII da Correggio, conte di Correggio |  |  |       |  |  |                                                             |  |  |                                                     |  |
|                                                               |                                                                   | Costanza da Correggio                                          | Violante Pico della Mirandola                |  |  |       |  |  |                                                             |  |  |                                                     |  |
| Isabella Gonzaga di Novellara                                 |                                                                   | Costanza da Correggio                                          |                                              |  |  |       |  |  |                                                             |  |  |                                                     |  |
|                                                               |                                                                   | Giovanni Tommaso di Capua, I marchese della Torre Francolise   | Annibale di Capua, signore di Montagnano     |  |  |       |  |  |                                                             |  |  |                                                     |  |
|                                                               |                                                                   | Giovanni Tommaso di Capua, I marchese della Torre Francolise   | Annibale di Capua, signore di Montagnano     |  |  |       |  |  |                                                             |  |  |                                                     |  |
|                                                               |                                                                   | Giovanni Tommaso di Capua, I marchese della Torre Francolise   | Lucrezia Acrimonte, signora di Rocca Romana  |  |  |       |  |  |                                                             |  |  |                                                     |  |
| Vittoria di Capua                                             |                                                                   | Giovanni Tommaso di Capua, I marchese della Torre Francolise   |                                              |  |  |       |  |  |                                                             |  |  |                                                     |  |
|                                                               |                                                                   | Faustina Colonna                                               | Camillo Colonna, I duca di Zagarolo          |  |  |       |  |  |                                                             |  |  |                                                     |  |
|                                                               |                                                                   | Faustina Colonna                                               | Camillo Colonna, I duca di Zagarolo          |  |  |       |  |  |                                                             |  |  |                                                     |  |
|                                                               |                                                                   | Faustina Colonna                                               | Vittoria Colonna                             |  |  |       |  |  |                                                             |  |  |                                                     |  |
|                                                               |                                                                   | Faustina Colonna                                               |                                              |  |  |       |  |  |                                                             |  |  |                                                     |  |